# B5 (banda)
B5 foi uma banda de rock brasileira formada em 2002 na cidade de Petrópolis pelos irmãos Eduardo Leite (vocal e guitarra), Bê Leite (bateria) e Lucas Leite (guitarra), além de Leonardo Lotti (vocal e baixo) e Felipe Bade (guitarra solo). Seus maiores sucessos foram "Matemática", "Só Mais Uma Vez" e "Algum Lugar".

## História
Em 2000 os irmãos Eduardo Guimarães (voz e guitarra), Bernardo Guimarães (bateria) e Lucas Leite (guitarra solo), conheceram Leonardo Lotti (voz e baixo) e Felipe Bade (guitarra solo) e começaram a ensaiar juntos, tocandocovers. Em 2002, já faixa dos 14 aos 16 anos, os cinco adolescentes decidiram montar uma banda profissional das quais eles escreveriam e produziram as próprias músicas, batizando como B5. No mesmo ano foram descobertos por executivos da Sony Music, assinando contrato e lançando seu auto-intitulado álbum B5, onde estouraram com os singles "Ligo pra Ela" e "Matemática", cujo vídeo foi gravado na Universidade Católica de Petrópolis (UCP) com a participação da atriz Stephany Brito.
Em 2005, após três anos e mais maduros, lançaram o segundo álbum Novo, de onde extraíram os maiores sucessos "Algum Lugar" e "Só Mais Uma Vez", trilha sonora de Malhação e que chegou ao top10 das rádios. Neste ano a banda abriu os shows de Simple Plan e Hanson. Em 2008, já sem contrato, lançaram o single independente "Imparcial" antes de finalizar os trabalhos do grupo para se dedicarem à faculdade.

## Integrantes
- Leonardo Lotti (16 de agosto de 1988) – vocal e baixo
- Eduardo Leite (1 de janeiro de 1986) – vocal e guitarra
- Felipe Bade (26 de maio de 1989) – guitarra solo
- Bê Leite (25 de julho de 1988) – bateria
- Lucas Leite (25 de julho de 1988) – guitarra

## Discografia

### Álbuns de estúdio
| Álbum | Detalhes                                                             |
| ----- | -------------------------------------------------------------------- |
| B5    | - Lançamento: 19 de julho de 2002 - Formatos: CD - Gravadora: Sony   |
| Novo  | - Lançamento: 28 de junho de 2005 - Formatos: CD - Gravadora: Warner |

### Singles
| Título            | Ano  | Álbum                         |
| ----------------- | ---- | ----------------------------- |
| "Matemática"      | 2002 | B5                            |
| "Ligo Pra Ela"    | 2002 | B5                            |
| "Só Mais Uma Vez" | 2005 | Novo                          |
| "Algum Lugar"     | 2005 | Novo                          |
| "Ao Seu Lado"     | 2006 | Novo                          |
| "Imparcial"       | 2008 | Não adicionado à nenhum álbum |